# Зеленя
Зеленя — поселок в Майнском районе Ульяновской области. Входит в состав Гимовского сельского поселения.

## География
Находится на расстоянии примерно 20 километров на юго-восток по прямой от районного центра поселка Майна.

## История
В 1990-е годы работало отделение СПК им.Калинина.

## Население
Население составляло 11 человек в 2002 году (русские 100%), 419 по переписи 2010 года.